# 大格特魯德
大格特魯德（Gertrude the Great，1256年1月6日—1302年11月16日），或稱赫爾特塔的聖格特魯德（Saint Gertrude of Helfta），羅馬教會公認她為聖徒，並且於羅馬日曆訂下11月16日舉行拉丁儀式慶典。    

## 生平
大格特魯德是13世紀偉大的神秘主義者之一。1256年1月6日生於德國，約5歲時進入赫爾夫塔（Helfta）的聖瑪麗修道院（此修道院的名稱另稱本篤會或熙篤會）。有推測指她的父母是虔誠教徒，因此將她從小就奉獻予神；但亦有可能是她是一個孤兒被送進修道院。當時修道院的院長是哈克伯恩的格特魯德（Gertrude of Hackerborn），在她治理之下，修道院的精神與知識水平都獲相當高的評價。聖米歇爾德（St. Mechtilde）是院長的妹妹，照顧年幼的大格特魯德，她對大格特魯德的影響尤深。
於1266年，大格特魯德受眾人認可成為修女。她是一位有天賦的學生、渴求增進知識，在藝術和科學研究方面表現優異，她致力於學業，並接受了許多不同科目的教育。大格特魯德的寫作表明她精通修辭，她的拉丁語非常流利。
1280年，大格特魯德雖是學識廣博，但覺得這一切都毫無意義，失去了修女的意義和目標。她認為自己建立了一個「虛榮和好奇的塔」，而不是專心尋求一切愛上帝的事物，並過與祂聯合的生活。
1281年1月27日，大格特魯德經歷了一次深刻的神秘經驗，改變了她的生活方向，將她的生命焦點集中於上帝的愛。除了學科知識的追求外，也專注研究聖經和教父知識，包括奧古斯丁的作品。她亦嚴守聖本篤會的規則生活，她的生活主要就是學習與禱告。
大格特魯德的神秘經驗主題是基督的愛，她知道自己的缺點和罪惡，於是更讓上帝的愛擁抱她和她的缺點，故此藉著敏銳意識自己的錯誤，而更了解神慈悲的深度。她個人對上帝的愛體驗豐富，並相信若不深切認識上帝的愛，她在修道院中就只是過著一個普通的生活。
大格特魯德曾與聖米歇爾德一起研究「婚禮神秘主義」（nuptial mysticism），她看自己為基督的新婦，將自己的心靈與耶穌的聖心作一個深切的聯合，讓基督帶領她進入三位一體的生活。她一直追求了解基督的愛是最高的和最根本的事實，並努力按照它生活。
大格特魯德將自己的個人經驗及領受都寫出來，出版很多著作，包括“The Herald of Divine Love,” “The Life and Revelations,” 和 “Spiritual Exercises” 等。
隨著1291年哈克伯恩的格特魯德（Gertrude of Hackerborn）及 1298年她親愛的聖米歇爾德（St. Mechtilde）的去世，大格特魯德的健康也開始惡化，在1301年11月17日正式去世，至死她也不停止向主表示她的愛。

## 性格
大格特魯德是一個聰明非凡的學生。她學會了一切可以學習的三藝（Trivium）和四藝（Quadrivium）。她對知識非常著迷，熱情投放精力於學業上，學業成績優秀，包括語法、修辭、辯證法、音樂、幾何學、算術、天文學、文學和哲學等。除了在學術外，禮儀、聖經、聖本篤會規則、修道院傳統等也相當熟習。她也熱衷於學習寫一手流利的德語和拉丁語。雖然學識淵博，但她是一個謙虛學習的人，經常說自己疏忽，又清楚自己的缺點，謙卑地請人為她的轉變提出意見和禱告。
大格特魯德對生活持有非常積極的態度。她相信儘管我們的生命有罪性，神仍是我們的全部。生命的意義是在乎於能在死亡中找到與上帝同在的恩賜，洗禮、聖餐和認信則是重生和更新的源頭。她的作品中的一個關鍵主題是精神之旅或朝聖，其方向就是帶著信心在天堂與上帝聯合。
大格特魯德是一個非常受歡迎的精神領袖，不僅是她在聖本篤社區裡，並且從外面的人都會接受連綿不斷的請求，為他們祈禱，可見她熱心於服侍人並十分受人追捧。另外，她的部分作品會被複製並分享給她的修女和平民。

## 著作
大格特魯德有很多著作，卻只有部分存留至今。歷時最長的著作是《神聖之愛的先驅者》（原著：Legatus Memorialis Abundantiae Divinae Pietatis；英文譯名：The Herald of Divine Love／The Herald of God's Loving-Kindness）。另外亦有經Preces Gertrudianae編修而成的《靈性操練》（原著：Exercitia Spiritualia；英文譯名：Spiritual Exercises）。大格特魯德亦有可能與哈克伯恩的聖米歇爾德合著了一本《特別恩典》（英文譯名：Special Grace）。
《神聖之愛的先驅者》由五本部分組成，第一部分是整套書的簡介，可能是由赫爾夫塔的修女寫成的；第二部分是由大格特魯德於1289年寫成，屬此書的內容核心；而第三、四、五部分則由另一些修女整合大格特魯德生前的言論寫成的。
《靈性操練》迄今仍具有影響力，原因是它適用於教會的禮儀，可用於洗禮、門訓、與上帝聯合、讚美神等場合，任何想透過禱告和冥想來深化靈性的人皆可使用。

## 神秘經驗

### 大格特魯德第一次的神秘經驗
當大格特魯德26歲時，在1281年1月27日的一個晚上，晚禱後她看到一道強光。那道光是從神而來的，和藹而又溫柔地安撫她從月前開始內心的激動。另一方面，神又透過展示祂的救恩以粉碎她內心驕傲所成的虛榮及世俗。其後，她又在宿舍中遇見一位年長的修女，她鞠躬後抬頭時卻看到一位約十六歲的年輕少年站在她的後方。那可愛及友善的少年用溫柔的言語對她說：「救恩已在你手中了，為何還充滿悲傷呢？是否因沒有輔導員，以致你被悲傷所淹沒？」這時她肉體身處之地沒變，但感覺像置身於唱詩席中，置身於她那慣常作奉獻祈禱的角落中，同時她又聽到：「我會拯救你，不要懼怕。」接著她便見到神捉住她的右手以表認可這承諾。
她又聽到神對她說：「你要舔我敵人的灰塵，及吸食荊棘上的蜜糖；但現在回到我身邊時，我會歡迎你及使你沉醉於天國愉快的洪流中。」她聽後感到靈魂在她當中溶化，並且渴望接近神。但她看見在神與她中間出現了龐大的樹籬，看不見它的起頭及結尾。而在樹籬上長滿荊棘以致她不能回到神的那邊，神只是安慰她的靈魂。然後，她為著她的缺點及罪行而哭泣，因這毫無疑問是導致樹籬把她和神分開的原因。她因著對神強烈的渴望而對神呼求：「仁慈的父呀，祢的慈悲超越一切的工作。」接著祂便把她立即放到祂的身邊，實現了當初對她許的諾言。

### 大格特魯德瀕死的神秘經驗
在11月11日（聖馬丁紀念日），大格特魯德聽到神告訴她，將會接她回到祂身邊，其後在復活節又時再一次聽到神說類似的說話，但卻多了一句，就是在她離世之前，祂要求她盡力四處傳揚神的榮耀，及會延遲她的死期。及後，在某一個星期日，神又再與她對話，問她想立時死、還是想長期受病痛折磨而延遲死亡，她卻把主權交給神決定，而神選擇了讓她留在地上更多的時日，同時承諾祂會在她的心中創建住處，又會把她藏在祂的心中並帶領她得到永遠的喜樂。她身患長期病患時，時常聽到神與她對話及安慰她(她更試過死後復活)。後來，她問何時才能見主面及有何預兆，而神指出在她將死之時，會有兩個最高貴的天使在她耳邊說：「看呀，新郎來了，妳去迎接祂吧。」，神更會親自接她到祂的國度裡。她知道後便開始為她的離世作預備，每個星期五她都會遠離一切事物，更會背誦禱文。這行徑維持一段時間後，神向她顯現並展示其離世時的畫面：她看到她安息在神的手臂上，又在公正年輕的少女下表現極度痛苦，同時看到很多的天使手拿著香爐圍繞著她，他們都道出讚頌神的榮耀的禱告。 

## 神學觀

### 大格特魯德的兩種聯合觀—行動及靈性
在大格特魯德的觀念裡，身體是與神聖相遇的所在地，在身體裡靈與神與遇。身體是這相遇的重要部分，它透過行動的聯合(Union of action)反映了靈魂與基督的聯合。當信徒擁有靈性與行動兩種聯合，就能被轉化成為受苦的基督。

### 靈性的聯合
大格特魯德的靈性聯合觀以人的內心為中心。受聖伯納德影響，大格特魯德視心為所有情感、靈魂及意志的所在，也是與神真實、聯合之愛的源頭。而藉著在心裡與基督聯合，人的身體與靈魂會漸漸轉化，變出獨有的神聖的色彩。
大格特魯德認為她的心不單在靈裡與基督連結，也與基督人性的心連結。由於基督的神人二性是不可分割的，因此基督的心既是人的心，也代表神完整又神聖的愛。大格特魯德在靈性的聯合上，曾在The Herald of Divine Love寫出以下的經歷：神將自己的聖心賜給她，成為神與大格特魯德之間共通的記號。據禮儀神學家Cyprian Vagaggini的說法，這種聯合反映大格特魯德的心已經達到只愛神之所愛的境界，這也意味她擁有對神親密的知識、聯合的喜樂以及最純潔的愛。

### 行動的聯合
大格特魯德除了藉靈性的聯合被轉化成基督，也藉外在行動的聯合。屬靈的聯合是與基督人性的心連結，並藉它通向至聖者，行動的聯合則是與歷史性的、肉身所生的耶穌連結。大格特魯德認為人除了要在心志上順服基督，也必須要有行為。值得留意的是，她並非想模仿耶穌生平中的各種行為。她的想法是，只要是基於愛與敬拜，所有無論多瑣碎的行動，都能連結於基督，並藉此得到屬靈的好處。這些行動本身並不能賺得恩典，也不是為了物質或屬靈的獎賞而做，而是單單為了「神的榮耀和愛」。任何的行動都可以是因神的愛 而被激發，以致最終經歷神的愛，因此行動本身也可以是一種讚美神的方式。在這些行動背後，必需與神的愛的連結， 神藉此得著榮耀。可見行動的聯合不能獨立於靈性的聯合，行動的聯合與靈性的聯合同樣重要。
大格特魯德認為行動與靈性的聯合是互補的。當人在其中一種聯合裡經歷受苦或喜悅，另一方也同樣，就如大格特魯德內心的聖痕使她能同時感受基督的痛苦哀愁和喜樂。外在的行動是靈性的聯合的具體表現，當兩者都具備，人的內在和外在都會被轉化成基督。
大格特魯德一直致力平衡這兩種聯合。她認為聖經教導信徒積極事奉，她又重視蒙召服事社區的人應擁有行動的聯合。 縱使兩者的程度未必對等，但行動及靈性的聯合是同時存在的。正如Maria Teresa Porcile Santiso 形容，外在的行動其實是反映人內心所經歷的那種愛的聯合。外在行動必然與內在的聯合一致，因此平衡事奉與靈性對於與基督聯合非常重要。然而，如何達致平衡則因人而異，按各人獨特的呼召而有所不同。 

### 禮儀觀
所有研究過大格特魯德的學者(包括: Cyprian Vagaggini, Jean Leclercq, Pierre Doyere, Charles-André Bernard等) 都一致認同禮儀(Liturgy)是大格特魯德一生中最重要的部分。大格特魯德認為沒有什麼比禮儀更能夠轉化人的內心，使其能夠裝載神「滿溢而神聖的柔情」。她也認為禮儀是重要的途徑，用以驗證信徒的個人靈修體驗，以免偏離了正軌。
對大格特魯德而言，禮儀是追求與神深切聯合的關鍵，藉著禮儀，人能表達愛及祟拜。 大格特魯德的屬靈觀最主要的特色，是追求與受苦的基督聯合，這正是禮儀的目標: 無論是靈性上、行動上的聯合，目標都是將信徒徹底地轉化成受苦的基督。大格特魯德認為轉化的最高境界是實質地變成基督，以致於雙手有基督的傷口，方法是透過冥想、沉思與那位在客西馬利園裡痛苦地祈禱的基督連結。那時的基督雖沒有承受肉身的傷害，內心卻因愛的緣故承受巨大的痛苦。
禮儀對大格特魯德有重大意義。第一，禮儀使她的靈性更豐富，對靈性有更深廣的經歷和理解。她效法先知以西結，準確地按禮儀曆法記錄她的異象，全部異象都是在彌撒裡、時辰禮儀或個人靈修時發生。她通常不會直接引用聖經的經文，而是用禮儀化的武加大譯本經文，這反映她不是被動地經歷禮儀，而是容讓禮儀塑造她的生命。 對大格特魯德而言，她在禮儀裡所見、所了解、所觸、所呼吸乃至所嚐都使她的信心增強。她曾指沒有其它方式比參與一場彌撒更能預備她與基督連結。
第二，禮儀是大格特魯德信仰的具體呈現，是她活現信仰的最直接途徑。她認為禮儀的目標是聯合全宇宙去作內在與外在的敬拜。而彌撒是禮儀的最中心。所有祭司與信徒聯合一起並用相同的語言及行動敬拜，天使與聖徒也一起敬拜。大格特魯德想像天上與地下同時發生敬拜，每個人都在聖體聖事中與基督連結，而又在敬拜中彼此連結，而且不單人類如此，所有受造物都一起參與敬拜。正如一般家庭以習俗和互相了解來維繫關係，大格特魯德也視禮儀為屬靈的家庭維繫關係的方式。 即使是萬物中最差的部分，也能成為敬拜的方式。例如她碰見饑餓或是捱冷的小動物，她出於憐憫的將牠們的哀求轉達上主，化為永恆的讚美，呼求上主憐恤祂的創造物並滿足牠們的需要。藉此，大自然將靈魂提升至上主所在之處並發出讚美。大自然不單是敬拜的平台，透過上主的行動，所有受造物都一起敬拜。大格特魯德甚至認為，彌撒的影響是遍及整個世界—連時間空間都在敬拜。 每一個時刻都有機會藉靈性與實質的行動達致與主的聯合，每一個時刻都是整個神聖禮儀的一部分。每個人的一生都有其禮儀的重要性，即便是死亡也成為成聖的儀式。從Exercitia Spiritualia可見，每一個操練都代表人生的一個階段。

### 聖體聖事觀
大格特魯德認為聖體聖事是"sentire cum ecclesia" (與教會一起經歷), 聖體聖事是為了基督的伴侶的好處，而慶祝是為了相交。但其實還有更深層的原因，致使聖體聖事對大格特魯德的信心有那麼大的影響。雖然她沒有明顯提到「真實存在」，但她確實相信基督的身體實質地存在於聖體裡，她認為在聖體聖事中，謙卑更勝於裝飾的準備。她有如此經歷，在聖體聖事中感到自己未完全預備好，但上主認為她的謙卑—樸實無修飾的樣式更加蒙悅納。

### 七個靈性操練
這個靈性操練不單上給修士、修女使用，更容讓所有信徒使用，聖靈於當中動工。操練是按著聖禮儀式來設計，透過不斷默想及祈禱，與神更親近。 

#### 第一個操練 ─ 重生(Rebirth)
第一步，想像自己正在進行浸禮。大格特魯德指示操練者按著浸禮流程來默想﹕閱讀教義、讀出驅魔的語句、十字架手勢……浸在浸池中…….等，但大格特魯德省略了當中一些程序而又於操練加入了其他步驟，如邀請守護天使、拿著耶穌的受難像。大格特魯德指出第一步的重點是要操練者靈裡重生(new beginning in the Spirit)，因此第一步的默想內容包含大量重生、重造、恢復等類似字眼，期望重生給操練者帶來完全的信心、得勝的生命、堅忍的生命及靈裡自由。第二步，主題是與神結婚，操練者渴求與神享受休閒，渴求永遠與上帝面對面。第三步，聖餐禮是重生主題的另一個重要聖禮，所以第三步就是操練者默想自己領聖餐，透過默想獲得重生的力量。 

#### 第二個操練 ─ 靈性轉化(Spiritual Conversion)
操練內容是基於修女的紀念轉衣禮(Clothing of the nun)的習俗，修女服象徵信徒願意分別為聖，一生修道。信徒按著習俗的每一步來默想、祈禱，靈性得以轉化。大格特魯德指出，轉化意指信徒願意拒絕世上一切事物，心裡只有基督，過程目標是信徒能夠信仰成長、有愛的增長、成聖及清心。大格特魯德要求操練者在禱告中想像：「我們一班信徒作為神的僕人雄偉地向神國的道路奔跑著」的圖像，作為操練的結束。

#### 第三個操練 ─ 獻身(Dedication Of The Self)
操練內容是慶祝修院奉獻禮(monastic consecration)的週年紀念。奉獻禮中有三個重點部份﹕莊嚴的列隊進場、祝福及祈禱。操練中，大格特魯德按著原本奉獻禮的程序(進場、反覆唸禱、授職包括加面紗和加冠和套介指、主教祝福、主教訓勉、唱詩等等)作出小小的修改及省略了詛咒?(anathema)程序，以致操練者能夠有效地默想。例如把主教訓勉改為上帝訓勉。然而，操練主題是屬靈婚姻。基督是新郎，操練者是新娘。屬靈婚姻是彼此盟約，誓約合二為一，再不分開，存在純潔的愛，一同享受豐盛的生命。操練者最後要想像一場婚禮，在天國裡歡欣鼓舞的圖畫。 

#### 第四個操練 ─ 跟隨基督(Following Christ)
操練內容是基於想像自己進行修士初願禮(ceremony of monastic profession)。初願禮是人對上帝回應的誓約聲明，12歲或以上可以進行初願禮；而奉獻禮是神對立誓者的祝福(divine blessing for a person’s vow)，25歲或以上才可以進行奉獻禮。初願禮包括進場、反覆唸禱、表白、接受修士條例、穿衣禮等等。最後，以聖餐及頌唱聖母瑪利亞頌作結。操練目標是讓操練者成為真正的基督跟隨者，基督是生命的兄弟、引導者及同行者，所以操練過程中要按句子重複祈禱﹕「教我如何敬畏祢」、「指示我如何去愛祢」、「引導我如何跟隨祢」、「神能夠將黑暗變成光明」，讓上帝取得操練者的心。 

#### 第五個操練 ─ 神秘聯合(Mystical Union)
透過一堆形容與神合一的神秘經驗的字詞，讓心靈與這些句子結合。大格特魯德指出這個是象徵聖婚神秘主義的操練。操練者與神立下婚約，與神合二為一，成為一靈，享受完全的愛。大格特魯德利用靈性的感應(spiritual senses)，透過嚐味、觸感、看見神，使操練者投入。神與操練者同在，心靈完全浸淫在上帝的愛裡。操練加插了祈禱及聖婚神秘主義的內容，大格特魯德利用修道生活的時辰頌禱時間(seven canonical hours)，讓操練者靈性增長，達到與神合一的效果。她改了祈禱的內容，定了七次祈禱如下：
1. 晨禱(Laud)—為自己能夠被教導愛的藝術祈禱
2. 晨時禱(Prime) —求神引領自己學習愛，神就是自己的老師
3. 午前禱(Terce) —求聖靈把愛的教訓寫進自己的心裡
4. 午時禱(Sext) —透過理論認識上帝(know the Lord by theory)
5. 午後禱(None) —自己成為愛的軍隊的隊員，遵守誓言
6. 晚禱(Vespers) —求神的愛成為裝甲，勝過罪惡
7. 夜禱(Compline) —自己忘記世事，完全與神合一，擁有完全的愛

#### 第六個操練 ─ 讚頌神(Jubilus)
有別於其他操練，內容並不是按儀式規例或經文來設計，而重點是結合了新郎的圖像及音樂。唱歌及奏樂在這個操練裡扮演重要的角色。操練者會更替地誦讀「讚美神」的句子及唱讚美詩，目的不單是向上帝發出讚美，亦感謝神為我們所作的美好事情。過程中，大格特魯德號召天與地來讚美，她會撥走灰麈、抬高自己、歌頌上帝，訓勉操練者。她希望所有受造之物在神的榮耀中能夠聯合起來。 

#### 第七個操練 ─ 死亡的生活(Life In Death)
這個操練主題是死亡，大格特魯德再次利用修道生活的時辰頌禱時間(seven canonical hours)，更改當中內容主題(耶穌十架苦路)，操練者按此內容默想，七次祈禱默想如下﹕
1. 晨禱(Laud)，王室人質被抓
2. 晨時禱(Prime)，耶穌被定罪，判處死刑
3. 午前禱(Terce)，耶穌被戴上荊棘冠冕
4. 午時禱(Sext)，無罪的人被公開凌辱，死在十架上
5. 午後禱(None)，耶穌呼出聖靈來為人贖罪
6. 晚禱(Vespers)，耶穌以自己的血為贖價來拯救人
7. 夜禱(Compline)，耶穌被埋葬，在愛裡休眠

這七個階段的默想讓操練者紀念耶穌為著我們得生命而死亡，反思自己如何回應神的拯教。透過默想、想像、祈禱，大格特魯德期望操練者最後能夠自己的心單單向神，享受與神合一的完全愛，完美的婚姻戀愛。

## 後世嘉許
大格特魯德可以稱得上是修道院的女兒，她對彌撒書和每日頌禱的掌握，前人無出其右; 她深黯這兩種操練，知道如何利用它們幫助自己的靈命成長。她的一生完全、有力地活出聖本篤精神，堪稱眾聖之首。
大格特魯德雖然沒有正式地被封為聖徒，但在1606年羅馬教廷為記念她，設立了禱告、閱讀及頌唱讚美詩的禮儀職事。教宗克勉十二世(Clement XII)把大格特魯德的慶典延伸到普世教會。直至現在，每逢11月16日(她死亡的日子)，仍然會為她慶祝。另外，教宗本篤十四世給了她「大」(Great) 的稱號，以區分她與修道院院長哈克伯恩的格特魯德(Gertrude of Hackeborn)，並藉此來認可大格特魯德對靈性及神學的深度見解。
大格特魯德對煉獄裡的靈魂表現了溫柔的同情，並推動人為他們禱告。因此，她為煉獄靈魂祈求。以下是聖大格特魯德的禱文﹕「永恆的天父，我奉獻給祢聖子耶穌最寶貴的血，聯合今日世界各地的彌撒；為煉獄中所有神聖的靈魂、普世的罪人、普世教會中的罪人、 以及我自己家庭中的罪人, 虔誠祈求。阿門。」
也許因為這個原因，她的名與一個禱文有關聯，就是據說(一個沒有確定的來源、日期、在聖大格特魯德的啟示中也沒有提到的傳說)：基督曾對她許諾，每次虔誠熱心誦念這禱文一遍，就能夠解救 1000 個煉靈，脫離煉獄。然而教宗李奧十三世(Leo XIII)卻禁止這些關於據稱能夠通過祈禱而使靈魂脫離煉獄的操練。
根據西班牙國王菲利普四世的請願，大格特魯德被宣佈為西印度群島的守護者。在秘魯的信徒會為記念她舉行盛大的筵席。另外，在新墨西哥的其中一個鎮( Santa Gertrudis de lo de Mora)是以她的名命名，以此給予她榮譽。

## 紀念
目前有大約1000位全職修女在位於愛達苛州的棉花市的聖大格特魯德修道院學習。在美國維珍尼亞州的列治文省，有一所以大格特魯德命名的天主教日校，教授9－12年級的學生。在美國密蘇里州的華盛頓、俄亥俄州的辛辛那提、德薩斯州的金斯維爾、伊利諾州的芝加哥等市，及加拿大新不倫瑞克省的胡士托市的教區，都已奉獻予大格特魯德。在愛爾蘭凱里郡的基拉尼鎮的法理村裡有一所聖大格特魯德教會。在美國加州的貝爾花園教區有一所以大格特魯德命名的初中暨幼稚園。